# Eisei Tsujii
Eisei Tsujii (Japans: 辻井英世, Tsujii Eisei) (Osaka, 23 juli 1933) is een Japans componist en dirigent.

## Biografie
Tsujii kreeg zijn eerste muziekles van zijn vader Ichitarō Tsujii. Hij studeerde aan de Osaka School of Arts en is afgestudeerd in 1957. In zijn geboortestad werd hij muziekpedagoog aan de Sohai Girls School en het Doshisha Girls College. Tegenwoordig is hij professor in de muziek en is hoofd van het muzieklaboratorium aan de Souai University. Hij was, net als zijn vader, meerdere jaren dirigent van het stedelijk harmonieorkest van Osaka. 

## Composities

### Werken voor harmonieorkest
- 1966 Image Sonore, voor koper-ensemble
- 1972 Image Sonore II voor harmonieorkest

### Werken voor koor
- Aekana kizashi, voor vrouwenkoor en piano

### Kamermuziek
- 1967 Naphtha, voor fluit, gitaar en cello
- 1968 Polymorphie, voor fluit solo

### Werken voor piano
- 1965 Hallucination, voor piano
- Exhalaison - sonata, voor piano

### Elektronische muziek
- 1997 EPSIA